# (35241) 1995 SD41
1995 SD41 (asteroide 35241) é um asteroide da cintura principal. Possui uma excentricidade de 0.07212075 e uma inclinação de 3.05361º.
Este asteroide foi descoberto no dia 25 de setembro de 1995 por Spacewatch em Kitt Peak.